# Sångoffer
Sångoffer is een compositie van de Zweed Edvin Kallstenius. 
Het is een korte liederencyclus annex cantate, die de Zweed op papier zetten. In 1913 kregen de boekwerken van Rabindranath Tagore waaronder Gitanjali een vertaling naar het Zweeds. Dit was echter geen directe vertaling, doch een vertaling vanuit de Duitse vertaling van het originele werk. Kallstenius vond dat hij de Zweedse teksten wel kon gebruiken voor liederen, maar strandde keer op keer. Pas in 1943 kreeg hij het werk vlot en eind 1944 was hij eindelijk klaar met dat dertig jaar oude idee. Vervolgens moest de componist weer drie jaar wachten voordat er publiekelijk een uitvoering plaatsvond in februari 1947.
Het werk kwam in vier delen in een vertaling van Andrea Butenschön:
1. Nár du, min Gud
2. Här är din fotapall
3. Om dagen är all
4. Den sång, jag kom hit för att sjunga

Na de uitvoering raakte het in de vergetelheid, tot de plaatopname.